# Марцель Мюллер
Марцель Мюллер (нім. Marcel Müller; 10 липня 1988, м. Берлін, Німеччина) — німецький хокеїст, лівий нападник. Виступає за «Гамбург Фрізерс» у Німецькій хокейній лізі. 
Виступав за «Айсберен Берлін», «Кельнер Гайє», «Торонто Мейпл-Ліфс», «Торонто Марліз», МОДО, «Крефельдські Пінгвіни».
В чемпіонатах НХЛ — 3 матчі.
У складі національної збірної Німеччини учасник зимових Олімпійських ігор 2010, учасник чемпіонатів світу 2010 і 2011. У складі молодіжної збірної Німеччини учасник чемпіонатів світу 2007 і 2008 (дивізіон I). У складі юніорської збірної Німеччини учасник чемпіонату світу 2006.
Досягнення
- Чемпіон Німеччини (2006).